# جواو بوتيلهو
جواو بوتيلهو هو لاعب كرة قدم برتغالي في مركز حراسة المرمى، ولد في 22 سبتمبر 1985 في بونتا ديلغادا في البرتغال. شارك مع منتخب البرتغال تحت 21 سنة لكرة القدم. أما مع النوادي، فقد لعب مع نادي سانتا كلارا.

## وصلات خارجية
- الموقع الرسمي
- جواو بوتيلهو على موقع قاعدة بيانات كرة القدم.إي يو (الإنجليزية)
- جواو بوتيلهو على موقع Soccerway.com (الإنجليزية)